# Cahokia (Illinois)
Cahokia is een plaats (village) in de Amerikaanse staat Illinois, en valt bestuurlijk gezien onder St. Clair County.
In 1699 werd een missiepost gewijd aan de Heilige Familie geopend voor de indianen in Cahokia door Franse jezuïeten die reisden vanuit Quebec. Deze missiepost werd een parochie. De Franse sulpiciaan Gabriel Richard was hier parochiepriester van 1793 tot 1798. Nadat hij naar Michigan was getrokken, werd hij opgevolgd door Donatian Olivier (1799-1827).

## Demografie
Bij de volkstelling in 2000 werd het aantal inwoners vastgesteld op 16.391.
In 2006 is het aantal inwoners door het United States Census Bureau geschat op 15.430, een daling van 961 (-5,9%).

## Geografie
Volgens het United States Census Bureau beslaat de plaats een oppervlakte van
25,9 km², waarvan 24,9 km² land en 1,0 km² water. Cahokia ligt op ongeveer 125 m boven zeeniveau.

## Plaatsen in de nabije omgeving
De onderstaande figuur toont nabijgelegen plaatsen in een straal van 8 km rond Cahokia.